# 秋雨名家宅
秋雨名家宅为南丰曾氏的祖宅祠堂，位于中国江西省抚州市南丰县琴城镇胜利路旴江西路上水关以北约30米处。2015年发现南丰发现“秋雨名家”及石刻牌匾 。

## 历史
“秋雨名家”的名称源自曾巩（1019—1083）祖父户部郎中曾致尧（947—1012）的典故。他因关心江南旱灾，向宋太宗直言，国库充盈“未及江南一夜秋雨之为富也!”，因而获免除江南赋税，并御赐曾家“秋雨名家”的金匾。

## 建筑
“秋雨名家”包括前后两进天井、上中下三进厅堂，占地面积524平方米，大门向东，建筑坐北朝南。正门上方的石刻牌匾刻有“秋雨名家”四个正楷大字，文革时期曾被石灰浆涂抹，字迹依稀可见。目前“秋雨名家”内住了十一户人家，上下大厅被分割成许多小房间。

## 保护
2018年3月9日，秋雨名家宅等琴城古建筑公布为第六批江西省文物保护单位，编号6-3-061。